# 罗曼·加里
罗曼·加里（法語：Romain Gary，1914年5月21日［儒略曆5月8日］-1980年12月2日），法国小说家，电影剧本作者，外交官，是唯一两次获得龚古尔文学奖的作家。

## 早年
1914年罗曼·加里出生于时属俄罗斯帝国的立陶宛维尔纽斯，原名罗曼·卡谢夫（意第緒語：‎）。在他自己的小说和采访中，对父母的情况有过不同的描述。一般认为他父亲是个犹太皮货批发商，母亲米娜·奥克津丝卡是立陶宛女演员。1915年他的父亲应征入伍，他和母亲因为犹太人身份被流放到俄国中部地区。
七岁时罗曼·卡谢夫随父母回到了已经划归波兰的维尔纽斯。1925年，父亲抛弃了家庭和他人结婚，第二年父母离婚，他和母亲一起迁往华沙居住，1928年移居法国尼斯。到达法国之后，他先在普罗旺斯地区艾克斯上中学，后到巴黎学法律，获得法学学士学位，并对文学产生浓厚兴趣。

## 飞行员与外交官生涯
1935年罗曼·加里获得法国国籍。1938年进入法国空军，接受飞行训练。1940年6月正在波尔多服役的他驾驶飞机逃离法国，飞往北非。他加入了自由法国空军中的洛林轰炸机中队，先后转战阿比西尼亚、利比亚、库夫拉等地。两年后他跟随中队调到了英國皇家空軍的哈特福德桥皇家空军基地（RAF Hartford Bridge），大约于此时，他改名罗曼·加里（加里在俄语里是开火的意思），后在法国北部、比利时和荷兰作战七个月。1944年罗曼·加里在叙利亚染上伤寒，几乎丧命。拉各斯。恢复之后他参加巴勒斯坦海岸防御战斗，参与了进攻一艘意大利潜艇的战斗。二战结束时，罗曼·加里已是空军少校，并屡次受到嘉奖，获得了荣誉勋位三等勋章、抵抗战士纪念章等。
战后罗曼·加里回到巴黎，和英国作家莱斯蕾·布兰奇（Lesley Blanch）结婚。1945年他就任法國駐保加利亞大使館二等秘书，见证了保加利亚从帝制向共产主义制度的转变。1948年回到法国，参与中欧重建计划的制定。之后担任法国驻瑞士大使馆一等秘书:23。1952年至1956年他担任了法國常駐紐約聯合國代表團一等秘書，接着又出任法國駐玻利維亞大使館臨時代办。1957-1960年他担任法国驻洛杉矶总领事馆總領事，他在總領事任內和好莱坞建立了密切联系:41。

## 文学生涯
1945年二战刚结束时，罗曼·加里就出版了自己的处女作《欧洲教育》，这部长篇小说以波兰反法西斯地下抵抗运动为主题，真实描写了游击队员、当地民众和德国侵略者的行为和心理，获得了当年的法国文艺批评家奖，先后被译成多种文字，被萨特称为“最好的抵抗运动小说”。1956年发表的长篇《天根》讲述了环境主义者到非洲保护数量稀少的象群的故事，关注着当时尚为被重视的生态问题，渴望人能和动物、环境和谐共处。这部作品得到了当年的龚古尔文学奖。
1960年罗曼·加里发表了自传体小说《童年的承诺》(或譯:我答應)，深情回忆了有坚定意志和高贵品格的母亲，回忆着自己对母亲作下的“成为法国大使，荣誉勋位勋章获得者，伟大的戏剧家”的承诺和共同生活的往事，充满了对母亲的怀念和眷恋。1970年他发表了小说《白狗》，关注种族主义问题。
1975年一位笔名为埃米尔·阿雅尔的年轻作家发表了长篇小说《如此人生》，描写一个阿拉伯孤儿与一个犹太老寡妇相依为命、患难与共，同“种种压迫与非正义”抗争的故事。这部小说甫一发表便得到读者与评论界一致好评，并获得了当年龚古尔奖，获奖之后，对这位埃米尔·阿雅尔到底是谁的争论成了文坛的焦点，此时罗曼·加里的表侄保罗·帕夫罗维奇声称阿雅尔是自己的笔名，并声明不接受该项奖金。
除了小说创作，罗曼·加里也涉足电影剧本创作和电影导演领域，曾参加重现诺曼底登陆的战争电影《最长的一天》的编剧工作，常将自己的小说改编成电影剧本，并且自编自导过《杀！杀！杀！杀！》和《秘鲁的鸟》两部电影，都由他的妻子雅安·西伯格主演。

## 家庭与晚年

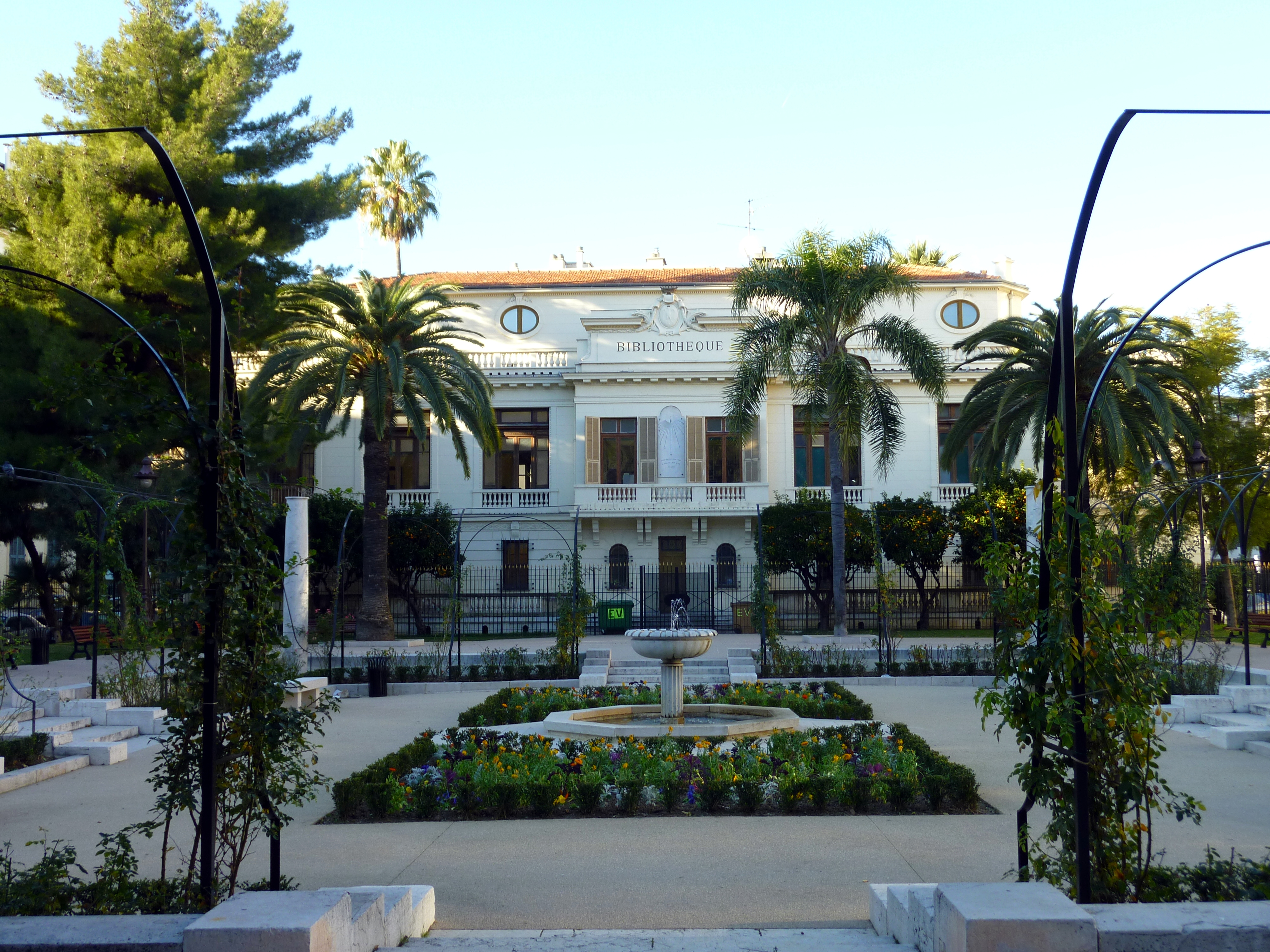
位于尼斯的罗曼·加里遗产图书馆

1945年罗曼·加里和英国女作家莱斯蕾·布兰奇结婚，1961年离婚。1962年与同样支持民权运动的美国女演员珍·茜寶结婚，生有一子Alexandre Diego Gary。1970年两人离婚。1980年罗曼·加里在家中自杀，在遗书中称自己的自杀和一年前珍·茜寶的自杀毫无联系。他的墓地位于拉雪兹公墓，骨灰则撒于地中海中
1981年在罗曼·加里死后出版的《埃米尔·阿雅尔的生与死》中，他承认了埃米尔·阿雅尔实际上是他自己的笔名，解释说自己使用化名发表小说是为了针对当时竞相吹捧名作家的巴黎出版界开的玩笑，也是將自己作品交由社会检验与评价的大胆尝试，但没想到小说居然获奖，这在证实他创作水準的同时，也惹来了骗取一位作家只能获取一次的龚古尔文学奖的嫌疑，所以只能让表侄出面。

## 主要著作列表
- 《欧洲教育》（1945）
- 《天根》（Les Racines du ciel,1956），后被改编成电影《天根》（1958）
- 《L夫人》（1958），后被改编成电影《L夫人》（1965）
- 《童年的承诺》（La Promesse de l'aube, 1960），后被改编成电影《童年的许诺》（2017，台譯：《黎明的承诺》）
- 《滑雪迷》（1965）
- 《白狗》（1970）
- 《如此人生》（La vie devant soi，1975，台譯：《雨傘默默》），被改编成电影《罗萨夫人》（1978）获得1977年的奥斯卡最佳外语片奖。
- 《埃米尔·阿雅尔的生与死》（1981）